# Türk Yıldızları

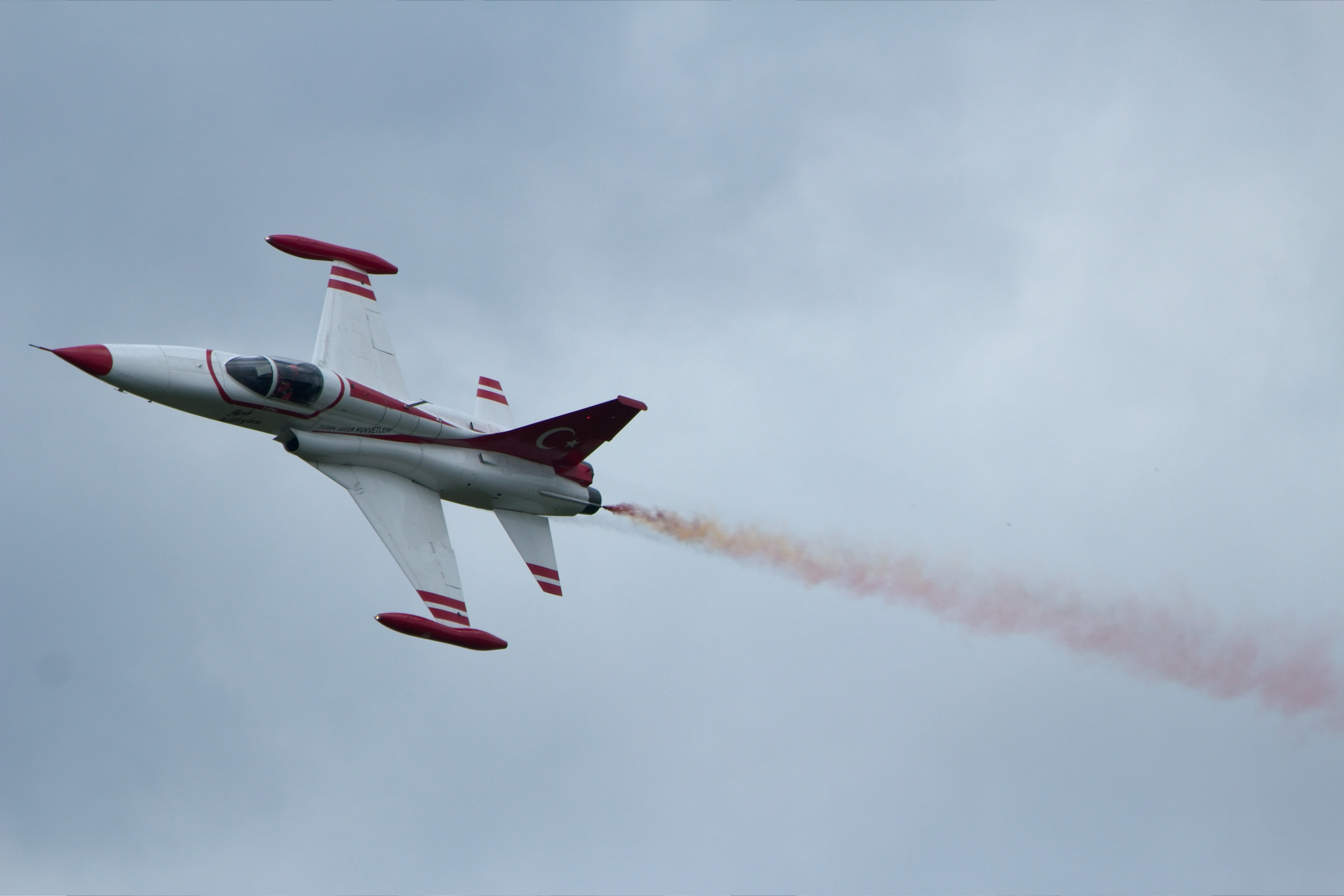
Eine F-5 des türkischen Kunstflugteams

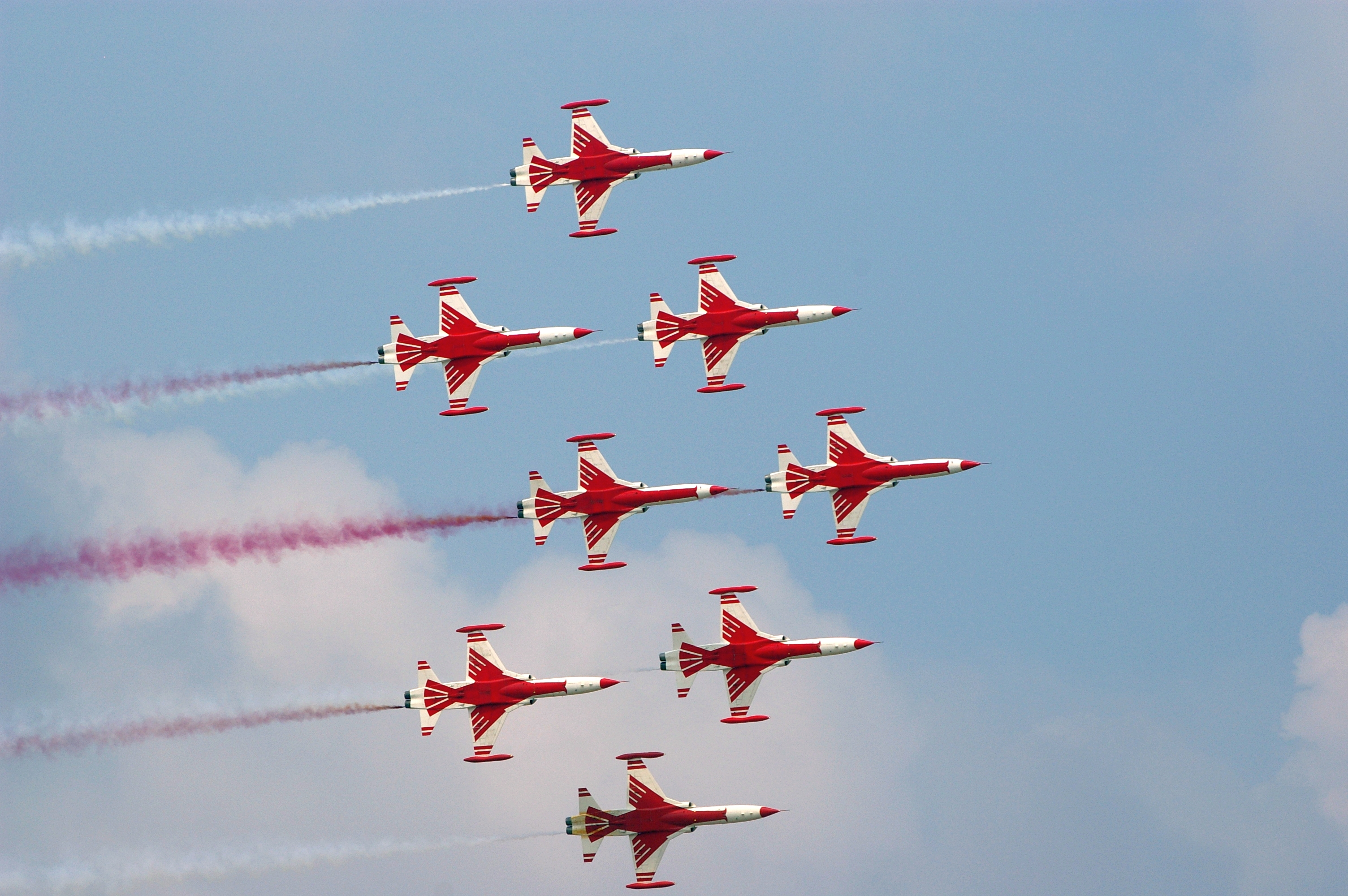
Das Team fliegt eine Formation

Türk Yıldızları (Die Türkischen Sterne) oder auch Turkish Stars sind eine in Konya stationierte türkische Kunstflugstaffel. Aktuell besteht dieses Akrobatikteam (kurz Akroteam, türkisch akrotim) der 134. Flotte der türkischen Luftwaffe (Türk Hava Kuvvetleri) aus elf Piloten.
Für die Flugvorführungen werden acht Northrop F-5-Kampfflugzeuge genutzt. Sie ist damit eines der ältesten Kunstflugteams, das Überschallflugzeuge fliegt. Neben den Türk Yıldızları betreibt die türkische Luftwaffe mit der Solo Türk auch ein Soloakroteam, das eine F-16 fliegt.

## Geschichte

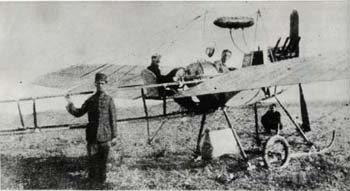
Osmanischer Pilot mit seinem Flugzeug während des Balkankrieges (1912)

Kurz nach der Gründung 1911 folgte für die türkische Luftwaffe eine Zeit von Konflikten und Kriegen. Diese begannen mit den Balkankriegen, setzten sich im Ersten Weltkrieg fort und mündeten dann im türkischen Befreiungskrieg.
Erste Erfolge erzielte die türkische Luftwaffe im Jemen, dem Kaukasus und im von Atatürk geführten türkischen Befreiungskampf gegen die Siegermächte des Ersten Weltkrieges.
Die Geschichte der türkischen Luftakrobatik beginnt im Jahre 1914, als die türkische Luftwaffe versuchte, sich weiterzuentwickeln, um mit den anderen Nationen auf diesem Gebiet wetteifern zu können.
Der Pilot Leutnant Fazıl Bey vollführte am 5. März 1914 als erster türkischer Pilot eine vertikale Drehbeschleunigung in einer Höhe von 400 m. Seinem Beispiel folgten andere Piloten mit unterschiedlichen Manövern.
Die ersten amtlichen akrobatischen Flugübungen wurden 1926 innerhalb der Luftwaffenschule (Hava Harp Okulu) durchgeführt. Aus der erfolgreichen Gruppe unter der Führung des Fluglehrers Leutnant Enver Akoğlu gingen durch die gute Ausbildung erfolgreiche Piloten wie Leutnant Tekin Arıburun hervor.
Ab dem 1. Juli 1932 wurde die Luftwaffe eine eigenständige Einheit der türkischen Streitkräfte und verwendete ab 1933 Blau als Waffenfarbe, welche eine Symbolfarbe für die Türken darstellt.
Nach der Gründung der türkischen Republik wurde die Entwicklung der Luftwaffe weitergeführt. 1940 besaß sie bereits über 500 Flugzeuge, die am 31. Januar 1944 alle unter ein Kommando gestellt wurden („Türk Hava Kuvvetleri Komutanlığı“).
Eines der wichtigen Veränderungen in der Geschichte der türkischen Luftwaffe war der Wechsel von den Propellerflugzeugen zu den Düsenflugzeugen nach der NATO-Mitgliedschaft 1952.
1950 wurden die ersten türkischen Düsenflugzeuge in Betrieb genommen, wobei die 191., 192. und 193. Flotte (türkisch filo) die ersten Flugflotten der Türkei waren. In diesem Jahr begannen auch die ersten türkischen öffentlichen Kunstflüge.

### Erstes Akroteam
Kurz nach der Einführung von Strahlflugzeugen in der türkischen Luftwaffe im Jahre 1952 wurde das erste Akroteam entsprechend den heutigen technologischen internationalen Standards unter dem Namen „Milli“ (dt. national) gegründet.
Das erste Akroteam flog mit F-84G Thunderjet, die am 9. Luftwaffenstützpunkt in Balıkesir (Balıkesir 9n. Hava Üs Komutanlığı) stationiert waren.
Der Ort gilt auch als der erste Jet-Stützpunkt der Türkei.
Das Team mit dem Rufzeichen „Milli“ führte zwischen 1952 und 1962 viele erfolgreiche Flüge in der Türkei und in anderen Ländern wie Italien und Belgien aus und wurde weltbekannt.

### Zweites Akroteam

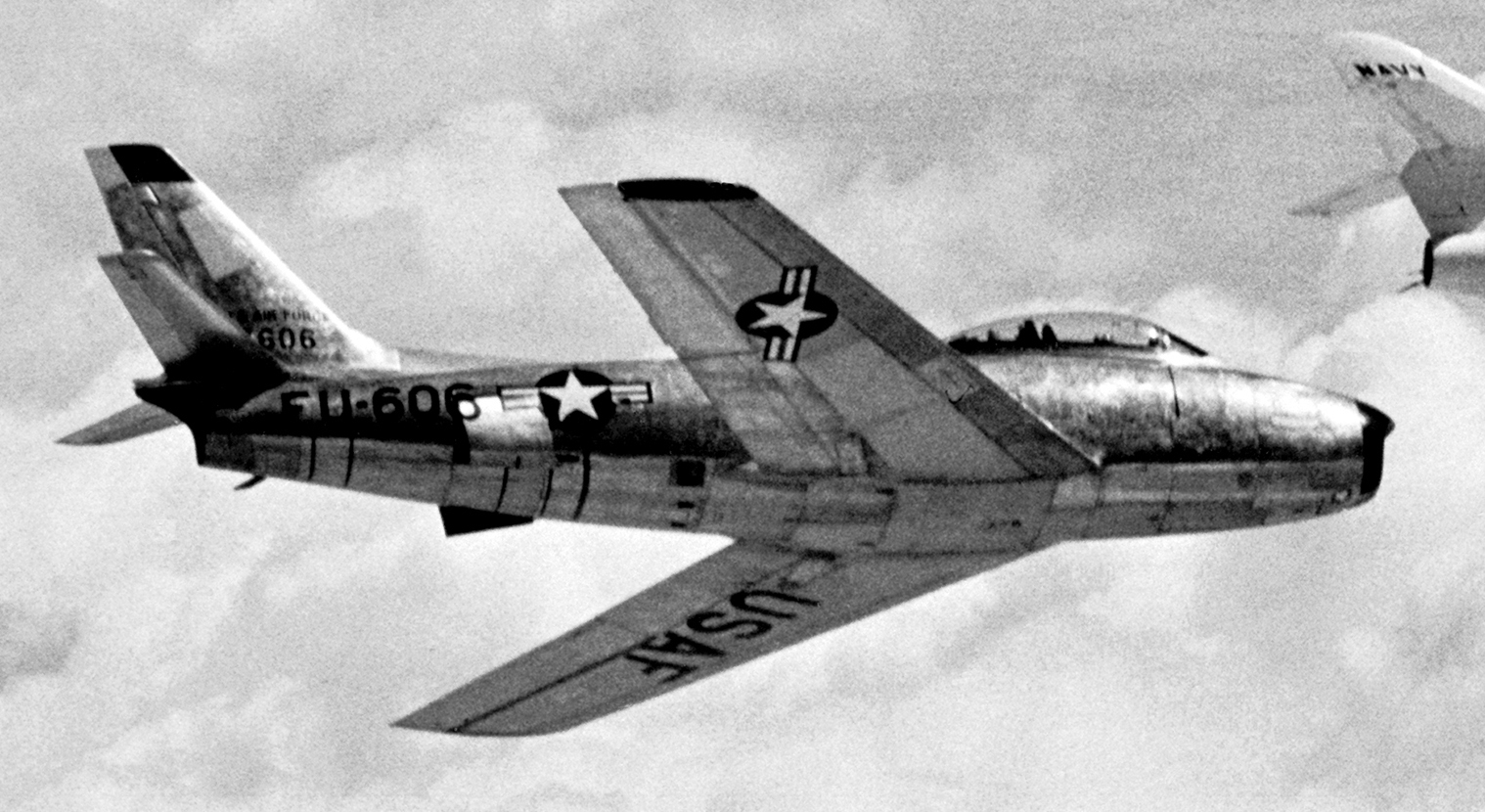
F-86 Sabre der US-Luftwaffe

Der Name des 1955 im 4. Luftwaffenstützpunkt Eskişehir (Eskişehir 4. Hava Üs Komutanlığı) gegründeten zweiten Akroteam lautete „Uçan Kuğular“ (dt. Fliegende Schwäne). Dieses Akroteam flog in seiner über zehn Jahre währenden Einsatzzeit Strahlflugzeuge des Typs F-86E Sabre. Die Flugzeuge waren rot-weiß gestrichen und hatten an der Spitze ein Schwanenmotiv. Im Jahre 1964 fanden sie mit ihren 9er- und 12er-Kunstflügen allgemeine Anerkennung.

### Drittes Akroteam
Das Akroteam mit dem Rufzeichen „Akrep“ (dt. Skorpion) des 8. Luftwaffenstützpunktes Diyarbakır wurde 1957 gegründet und bis 1959 als Kunstflugstaffel eingesetzt. Bei den Vorstellungen im Inland und Pakistan wurde der Flugzeugtyp Republic F-84G eingesetzt. Die F-84G war eine Weiterentwicklung auf Basis der F-84E und konnte luftbetankt werden.

### Viertes Akroteam
Das 1964 im 5. Hauptluftwaffenstützpunkt in Merzifon (Merzifon 5. Ana Jet Üs Komutanlığı) gegründete Akroteam mit dem Rufzeichen „Yarasalar“ (dt. Fledermäuse) verwendete Flugzeuge des Typs F-86E Sabre. Diese zwei Jahre in Dienst gestellten Modelle waren schwarz gestrichen und mit weißen Dekorationselementen versehen. Sie führten 5er-, 9er- und 12er-Akrobatikflüge durch.

### Fünftes Akroteam

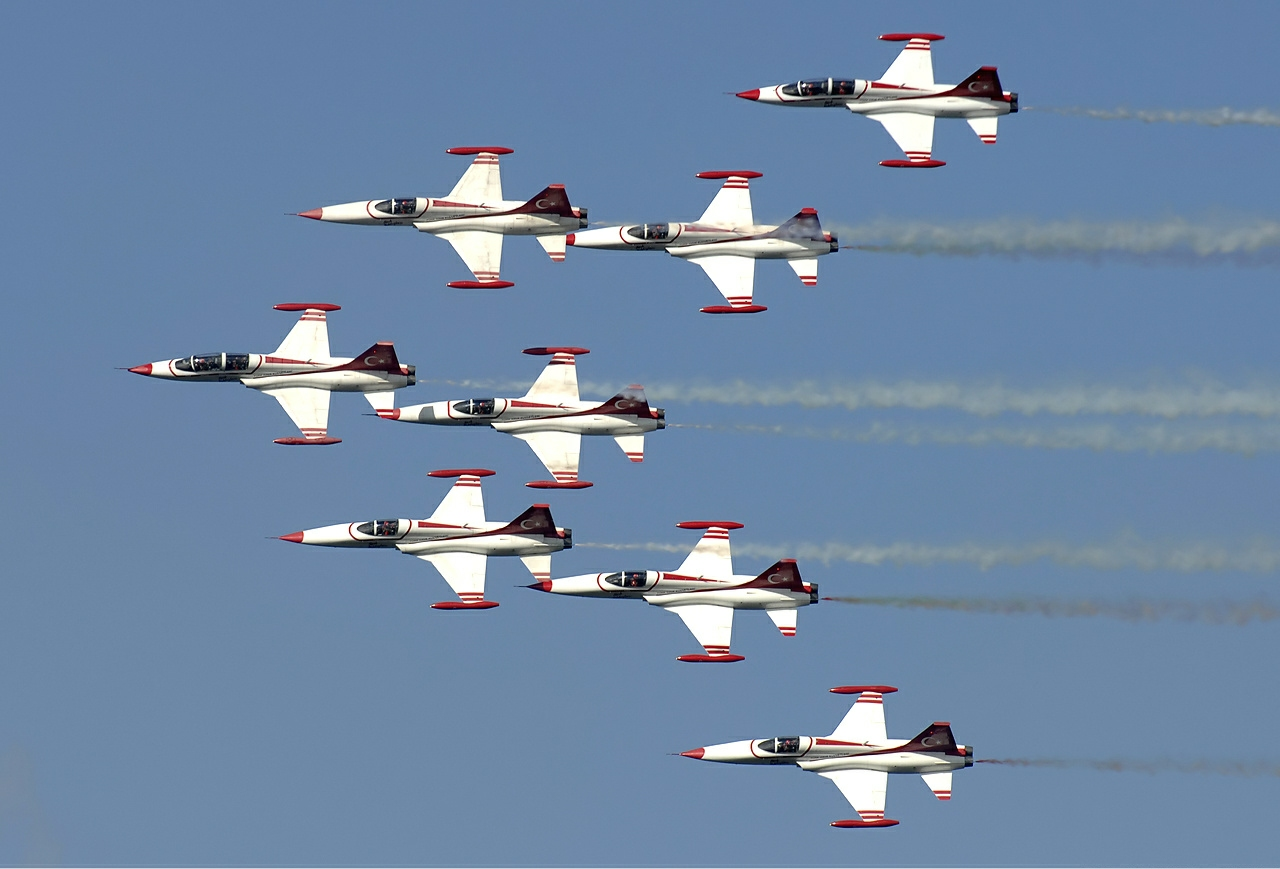
Das Team fliegt eine Achter-Formation

Dieses 1966 gegründete und bis 1971 „Kartal“ (dt. Adler) genannte Akroteam wurde 1971 „Coşkun“ (dt. lebhaftig, begeistert, leidenschaftlich, stürmisch) genannt. Der Anlass dafür war der Tod des Oberleutnants Coşkun Turan am 21. März 1971 während eines Flugs. Der Flugzeugtyp des im 6. Hauptluftwaffenstützpunkt in Bandırma (Bandırma 6. Ana Jet Üs Komutanlığı) gegründeten Akroteams war die F-5A Freedom Fighter. Das Team nahm unter anderem im Jahre 1971 in Italien an einer Kunstflugvorstellung teil.

### Sechstes Akroteam
Dieses Akroteam wurde 1971 wieder im 5. Hauptluftwaffenstützpunkt in Merzifon für eine Vorstellung zur Feier des 900. Jahrestags des Malazgirt-Siegs vom Jahre 1071 gegründet. Das Akroteam nutzte für diesen Anlass die F-5A Freedom Fighter.
Zwischen 1971 und 1992 wurden keine Akroteams mehr regelmäßig eingesetzt.

### Siebtes Akroteam

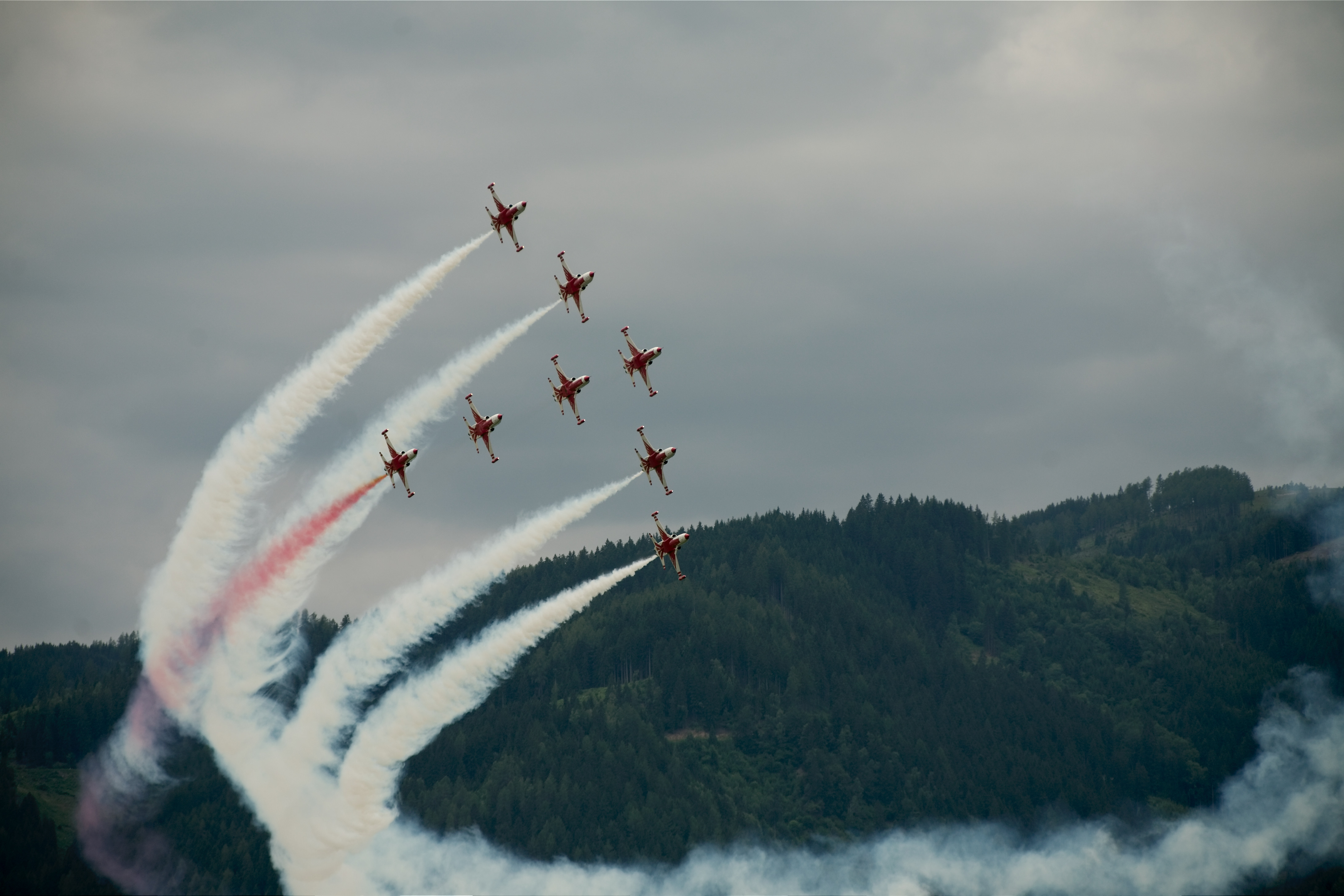
Die Türk Yıldızları bei einer Vorführung 2011

Nach 20 Jahren entschied die türkische Luftwaffe, wieder reguläre Akroteams einzusetzen und mit ihnen neue Projekte zu starten.
Unter Obergeneral Halis Burhan wurde am 11. September 1992 auf dem 3. Hauptluftwaffenstützpunkt in Konya (Konya 3. Ana Jet Üs 132. Silah Taktikler ve Standardize Filo Komutanlığı) das Projekt zur Bildung eines neuen Akroteams ins Leben gerufen.
Am 7. November 1992 wurde beschlossen, vier Northrop F-5 für das neue Akroteam in die 132. Flotte einzugliedern und vier Piloten für die Aufgabe auszubilden. Mit der Zustimmung von Halis Burhan zu den neuen detaillierten Flugplänen begannen die Übungsflüge, die mit der Ausbildung der Piloten (im In- und Ausland) zu Kunstfliegern im Januar 1993 endeten.
Anschließend weilte das Team zu Ausbildungsreisen und weiteren Seminaren in Kanada, Großbritannien und Italien.
Am 27. April 1993 wurden die NF-5 sicherheitstechnisch auf das höchste Niveau gebracht, um mit ihnen schwierigste Manöver durchführen zu können. Den Abschluss bildeten die Montage eines neuen Rauchsystems sowie die Lackierung der Flugzeuge.
Am 18. Juni 1993 führte das türkische Akroteam unter dem neuen Namen Türk Yıldızları (Türkische Sterne) mit vier Strahlflugzeugen die erste Flugschau für Minister und geladene Gäste nach den Schießmeisterschaften der türkischen Luftwaffe im 4. Hauptluftwaffenstützpunkt in Ankara (Ankara Akıncı 4. Ana Jet Üs Komutanlığı) vor.
Nach Anerkennung der guten Leistungen bekamen die „Türkischen Sterne“ den Flottenstatus und wurden das jüngste Überschallkunstflugteam (süpersonik akrobasi takım) der Welt.
Im August 1993 begannen die Wartungsarbeiten in Eskişehir (Eskişehir 1. Hava İkmal Bakım Merkez Komutanlığı) und parallel dazu die Trainingsflüge. Neun Flugzeuge des Typs NF-5 und eine NF-5B wurden in die Flotte integriert.
Die erste Flugschau mit acht Flugzeugen fand am 30. März 2004 statt. Ihren ersten großen aufsehenerregenden Auftritt in Europa hatte die Staffel im Juli 1997 beim Royal International Airtattoo in Fairford, Großbritannien.
Am 3. Juli 2004 fand die 200. Vorstellung der „Türkischen Sterne“ in Rize statt.
Heute zählen sie zu den besten Kunstflugstaffeln der Welt und sind das erste Team weltweit, das nach dem Flugtagunglück von Ramstein 1988 im Jahr 2012 wieder das volle Flugprogramm ohne Einschränkungen über deutschem Boden auf der ILA Berlin zeigen durfte.